# Comuna Novoznameanka, Troițke
Novoznameanka (în ucraineană Новознам'янка) este o comună în raionul Troițke, regiunea Luhansk, Ucraina, formată din satele Kașkarne, Novoznameanka (reședința), Polușkîne și Solonți.

## Demografie
Componența lingvistică a comunei Novoznameanka
     Rusă (96,84%)
     Ucraineană (2,87%)
Conform recensământului din 2001, majoritatea populației comunei Novoznameanka era vorbitoare de rusă (96,84%), existând în minoritate și vorbitori de ucraineană (2,87%).